# Alexander Borissovitch Doweld
Alexander Borissovitch Doweld (russisk: Александр Борисович Доуэльд tr. Aleksandr Borisovitj Doueld ; født 1973 i Moskva) er en russisk botaniker og oversætter. 
Doweld er standardforkortelsen (autornavnet), i forbindelse med en plantes botaniske navn som f.eks. Buxbaumiidae.

## Ekstern henvisning
- Alexander Borissovitch Doweld Harvard University Herbarium